# Ampliación Francisco Villa
Ampliación Francisco Villa är en ort i Mexiko.   Den ligger i kommunen Santa Cruz Xoxocotlán och delstaten Oaxaca, i den sydöstra delen av landet, 400 km sydost om huvudstaden Mexico City. Ampliación Francisco Villa ligger 1 579 meter över havet och antalet invånare är 115.
Terrängen runt Ampliación Francisco Villa är kuperad österut, men västerut är den platt. Runt Ampliación Francisco Villa är det tätbefolkat, med 570 invånare per kvadratkilometer. Närmaste större samhälle är Oaxaca de Juárez, 6,6 km nordost om Ampliación Francisco Villa. I omgivningarna runt Ampliación Francisco Villa växer huvudsakligen savannskog.